# 比特误码率
在数据传输中，比特差错（英語：bit errors）的数量就是接收到的信道中数据流由于噪声、干扰、失真或比特同步错误而更改的比特的数量。
误比特率（英語：bit error rate，BER）是指单位时间差错比特的数量。比特差错率（即误码率）是一段时间内差错比特的数量除以传输的总比特数。BER是一种无单位的性能指标，通常以百分比的形式表示。
比特差错概率（即误码概率）pe 是误码率的期望值。误码率可以视作误码概率的约略估计。对于长时间段和高差错比特，这个估计比较准确。

## 例子
举一个例子，假设传输的比特序列为：
0 1 1 0 0 0 1 0 1 1
而接收到的比特序列为：
0 0 1 0 1 0 1 0 0 1,
在本例中，差错比特（加下划线的比特）的数量为3。误码率为差错比特数3除以传输的比特数10，也就是0.3或者30%。

## 包错误率
包错误率（误包率）是错误接收的数据包的数量除以接收到的包的总数。若包中至少有一个比特是错误的，则会被认为是差错的。PER的期望值称为包错误概率 pp。设差错比特间相互独立，长度为 N 比特的数据包的PER就可以表示为
{\displaystyle p_{p}=1-(1-p_{e})^{N}},
对于很小的误码概率约为
{\displaystyle p_{p}\approx p_{e}N.}
类似指标也可以用于衡量帧、块或符号的传输。

## 影响误码率的因素
在通信系统中，接收端误码率会受到传输信道噪声、干扰、失真、同步问题、衰减、无线多径衰落等的影响。